# Ancistrolepis
Ancistrolepis là một chi ốc biển, là động vật thân mềm chân bụng sống ở biển trong họ Buccinidae.

## Các loài
Các loài trong chi Ancistrolepis gồm có:
- Ancistrolepis magna [2]